# Greenfield (Indiana)
Greenfield és una població dels Estats Units a l'estat d'Indiana. Segons el cens del 2000 tenia 14.600 habitants.

## Demografia
Segons el cens del 2000, Greenfield tenia 14.600 habitants, 5.917 habitatges, i 4.017 famílies. La densitat de població era de 702 habitants/km².
Dels 5.917 habitatges en un 32,8% hi vivien nens de menys de 18 anys, en un 53,4% hi vivien parelles casades, en un 10,7% dones solteres, i en un 32,1% no eren unitats familiars. En el 27,4% dels habitatges hi vivien persones soles el 10,9% de les quals corresponia a persones de 65 anys o més que vivien soles. El nombre mitjà de persones vivint en cada habitatge era de 2,41 i el nombre mitjà de persones que vivien en cada família era de 2,93.
Per edats la població es repartia de la següent manera: un 25,2% tenia menys de 18 anys, un 8,6% entre 18 i 24, un 30,9% entre 25 i 44, un 21% de 45 a 60 i un 14,3% 65 anys o més.
L'edat mediana era de 35 anys. Per cada 100 dones de 18 o més anys hi havia 87,6 homes.
La renda mediana per habitatge era de 42.035$ i la renda mediana per família de 52.408$. Els homes tenien una renda mediana de 36.188$ mentre que les dones 26.568$. La renda per capita de la població era de 22.509$. Entorn del 3% de les famílies i el 4,3% de la població estaven per davall del llindar de pobresa.

## Poblacions més properes
El següent diagrama mostra les poblacions més properes.